# Tatra Banka
Tatra Banka ist:
- heute der Name einer der wichtigsten derzeitigen Banken in der Slowakei (Tochterunternehmen der österreichischen Raiffeisen Bank International)

- historisch der Name der ersten slowakischen Bank (nicht jedoch der ersten Bank in der Slowakei)

Die historische Tatra-Bank wurde 1885 als die „Horno-uhorská banka Tatra“ (Oberungarische Bank Tatra) in der Stadt Turčiansky Svätý Martin durch den slowakischen Unternehmer Rudolf Krupec gegründet. Zu den ersten Aktionären zählten auch einige bis heute bekannte slowakische Persönlichkeiten (Janko Jesenský - Anwalt u. Schriftsteller, Gustáv Zechenter-Laskomerský - Arzt u. Schriftsteller, Matúš Dula - Anwalt u. Politiker etc.).  Sie gewährte Kredite vor allem an slowakische Unternehmen.
Nach 1918 (Entstehung der Tschechoslowakei) wurde die Bank die größte slowakische Bank, deren Konzern auch Hotels und Kinos umfasste.   1920 wurde sie nach einer Verschmelzung mit der Sparkasse in Martin in „Tatrabanka“ umbenannt.
1945 wurde sie verstaatlicht. 1946 wurde sie mit der zweitgrößten slowakischen Bank, der „Slovenská banka“, zur „Slovenská Tatrabanka“ fusioniert. Diese neue Bank war dann bis 1950 die einzige Bank in der Slowakei.
1950 wurde sie in der kommunistischen Tschechoslowakei Bestandteil der von da an einzigen Bank des Landes, der Státní banka československá (slow. Štátna banka československá). Rechtlich gesehen erlosch die Slovenská Tatrabanka aber nie, sie befand sich nur „im Ruhestand“.